# كأس الاتحاد الإنجليزي 1923–24
كأس الاتحاد الإنجليزي 1923–24 (بالإنجليزية: 1923–24 FA Cup)‏ هو الموسم 49 من  كأس الاتحاد الإنجليزي. أقيم بتاريخ 8 سبتمبر 1923، والذي يشرف على تنظيمه الاتحاد الإنجليزي لكرة القدم، وكان عدد الأندية المشاركة فيه  64، وفاز فيه نيوكاسل يونايتد.